# 假单胞菌目
假单胞菌目（学名：Pseudomonadales）為γ-變形菌綱下的一目细菌。此目细菌的模式属为假单胞菌属(Pseudomonas)。

## 下属分类
本目包括以下科：
- 莫拉菌科 Moraxellaceae Rossau et al. 1991
- 假单胞菌科 Pseudomonadaceae Winslow et al. 1917
- Ventosimonadaceae Lin et al. 2016